# Рольфес, Симон
Симо́н Ро́льфес (нем. Simon Rolfes; род. 21 января 1982 года, Иббенбюрен, ФРГ) — немецкий футболист, опорный полузащитник. Серебряный призёр чемпионата Европы 2008 года в составе сборной Германии.
Свою профессиональную карьеру начинал в составе «Алемании», где провёл сезон 2004/05. С 2005 выступал в «Байере», провёл за это время более 350 матчей, нередко отмечаясь важными голами. С 2012 года до окончания карьеры являлся капитаном «фармацевтов». В прощальном матче получил звание почётного капитана «Байера», присоединившись к другим клубным легендам Ульфу Кирстену, Карстену Рамелову и Бернду Шнайдеру.

## Биография
Рольфес родился и вырос в многодетной семьи из района Северной Вестфалии. Симон был четвертым сыном в семье учителей местной школы. Сам игрок посещал начальную школу Оверберг, а после перебрался в гимназию из соседнего городка Фюрстенберг. Как вспоминает Симон, впервые он начал играть в футбол в местной спортивной школе. А уже в 17-летнем возрасте присоединился к академии «Вердера», переживавшего очередную эпоху расцвета.

## Клубная карьера
В первый же год своего нахождения в юниорской команде бременского клуба выиграл кубок «Мерседеса», став лучшим игроком турнира. В 2002 году подписал с «Вердером» профессиональный контракт и попал в заявку на матчи Бундеслиги 2002/03. Однако сыграть здесь Симон так и не сумел, проводя большую часть сезона в резерве команды. За четыре сезона немецкий опорник провёл в состав резерва ровно 100 матчей, отличившись 18 раз. За это время «Вердер II» выступал в региональной лиге Бремен, позже поднимался до национального уровня, однако во время ухода Рольфеса вновь оказался на старом месте.

### «Алемания»
В сезоне 2004/05 Рольфес присоединился к клубу из Второй Бундеслиги «Алемания». Именно в этой команде состоялся профессиональный дебют 22-летнего футболиста. В футболке «Алемании» Симон провёл 28 матчей немецкого чемпионата и 4 игры Кубка УЕФА (по итогам предыдущего сезона клуб достиг финала Кубка Германии). А уже летом 2006 года Рольфес получил возможность выступать в Бундеслиге, присоединившись к ливеркузенскому «Байеру», где впоследствии и проведет всю свою карьеру.

### «Байер 04»
«Фармацевты» в то время с грохотом катились с Олимпа европейского футбола. После грандиозного выхода в финал Лиги чемпионов и второго места в Бундеслиге команда рассталась со всеми лидерами, поэтому главному тренеру команды Михаэлу Скиббе приходилось заново собирать состав. Рольфес без труда закрепился в опорной зоне «Байера» и в сезонах 2006/07, 2007/08 стал единственным игроком «фармацевтов», отыгравший все 34 матча. А всего же в четырех дебютных сезонах Симон пропустил всего четыре матча, являясь ключевым игроком «фармацевтов».
В 2007 году игрок официально дебютировал в национальной сборной Германии, попутно сыграв свою первую игру в ранге капитана «Байера». На старте сезона 2007/08 состоялось первое продление контракта между Симоном и «Байером». Стороны продлили соглашение до 2010 года, а зарплата игрока повысилась до 1,25 миллионов евро в год. 17 мая 2008 года он сыграл свой сотый матч в Бундеслиге в майке «Байера». Несмотря на то, что Рольфес рассматривался тренерами «Байера» в первую очередь в качестве игрока оборонительного плана, на его счету было немало важных голов. К примеру, в последнем матче дебютного сезона он забил победный гол в ворота дортмундской «Боруссии» и помог своей команде квалифицироваться напрямую в еврокубки.
Дебют в сборной Германии значительно поднял репутацию игрока в глазах европейских клубов. В сезоне 2008/09 «Байер» добрался до финала Кубка Германии, где уступил родному клубу Симона «Вердеру». По окончании сезона 27-летний полузащитник вновь продлил соглашение с «фармацевтами» — на этот раз до 2013 года.
Сезон 2009/10 получился самым неоднозначным в карьере Рольфеса. Ещё на предсезонных сборах он получил травму колена и был вынужден «лечь под нож». Однако игрок сумел восстановиться к началу сезона и уже в третьем туре Бундеслиги отметился двумя голевыми передачами. 12 сентября дубль Рольфеса помог команде одолеть на выезде действующего чемпиона Германии «Вольфсбург». Затем Симон стал автором единственного гола в противостоянии с «Кёльном». Однако затем случился рецидив травмы колена и опорник выбыл из строя до января. Вернувшись, Рольфес провёл два неполных матча, после чего повредил хрящ колена, из-за которого не только пропустил остаток чемпионата, но и не отправился на чемпионат мира в составе сборной Германии. Спортивный директор «Байера» Руди Фёллер попытался поддержать своего полузащитника:
«Это настоящий шок для команды и для самого футболиста. Думаю, сейчас мы должны оказать ему максимальную поддержку. Рольфесу нужно с оптимизмом смотреть в будущее».
Тогда казалось, что карьера одного из самых стабильных игроков Бундеслиги, сумевшего вытеснить из старта сборной Бастиана Швайнштайгера, идёт на спад. В триумфальном для «Байера» сезоне 2010/11 Симон уже не являлся железобетонным игроком основы. Выходы в старте он чередовал с выходами со скамейки запасных, отметившись шестью голами во всех турнирах. Второй сезон подряд Рольфесу удалось оформить дубль на «Фольксваген-Арена», а также забить важнейший гол в ворота «Гамбурга».
Впоследствии немец так и не сумел вернуться на свой прежний уровень. 9 сентября 2012 года он преодолел символическую отметку в 200 матчей в рамках немецкого первенства. Накануне сезона 2012/13 Симон стал капитаном «Байера», а уже в марте очередной раз продлил соглашение с клубом до 2015 года. В октябре 2013 года Симон забил четыре гола, два из которых пришлись на турнир Лиги чемпионов. Сезон 2013/14 в целом стал самым результативным в карьере игрока: 7 голов и 5 голевых передач.
Летом 2014 года «Байер» возглавил немецкий специалист Рогер Шмидт. Он выпускал на место Рольфеса другого немецкого игрока Гонсало Кастро. В течение осеннего отрезка чемпионата капитан «Байера» провёл всего четыре полные игры, отметившись единственным голом в противостоянии с «Фрайбургом» (1:0). А уже 7 декабря игрок объявил, что завершит карьеру игрока по окончании сезона 2014/15. За это время он провёл в составе «Байера» более 350 матчей. Вскоре стало известно, что Симон завершает курсы спортивного менеджмента и, скорее всего, вернется в «Байер» в качестве одного из помощников главного тренера.

## Карьера в сборной
Симон регулярно получал вызов в юношескую и молодежную команду сборной Германии. В составе команды до 18 лет провёл 8 игр, до 20 — 5, а в молодёжке сыграл однажды. В национальной сборной Рольфес дебютировал в матче против Дании 28 марта 2007 года. 16 мая 2008 года Симон попал в заявку сборной Германии для поездки на чемпионат Европы 2008 года. На этом турнире Симон провёл две игры: четвертьфинал против Португалии (2:3) и полуфинал против Турции (3:2).
Симон провёл три матча отборочного цикла к ЧМ-2010 и имел все шансы отправиться на финальный турнир, однако та самая злополучная травма колена перечеркнула все планы футболиста:
«Невероятно сложно отказываться от поездки на мировое первенство, где твоя команда является одним из главных фаворитов. Однако уже сейчас понятно, что я не смогу помочь своей команде, мне остаётся готовиться к новому сезону Бундеслиги и пожелать удачи своим партнерам в ЮАР».
Впоследствии Симон вызывался на различные товарищеские матчи, отыграв в сумме 26 матча и отличившись двумя голами.

## Личная жизнь
12 июня 2009 года Рольфес женился на своей подруге Дженни. У пары трое дочерей: Ливия-Мари (род. 24 мая 2010), Виктория-Амели (род. 27 ноября 2012) и Шарлотта-Софи (род. 17 июля 2015).